# Zombie ja Kummitusjuna
Zombie ja Kummitusjuna è un film del 1991 diretto da Mika Kaurismäki.